# بویلستون جانکشن (ویسکانسین)
بویلستون جانکشن (به انگلیسی: Boylston Junction) یک منطقهٔ مسکونی در ایالات متحده آمریکا است که در Superior واقع شده‌است. بویلستون جانکشن ۲۱۰٫۰۱ متر بالاتر از سطح دریا واقع شده‌است.